# Motoori Norinaga
Motoori Norinaga (本居 宣長), né le 21 juin 1730, mort le 5 novembre 1801, est un érudit japonais, à la fois médecin, poète et philosophe de formation classique.
Il est reconnu par beaucoup comme le plus grand philologue des classiques japonais, dont il relance l'étude en fondant l'école des Études nativistes (kokugaku).

## Biographie
Norinaga naît dans ce qui est de nos jours la ville de Matsusaka dans la province d'Ise (à présent préfecture de Mie), deuxième fils d'une maison de marchands d'Otsu (le réalisateur Yasujirō Ozu est descendant de la même lignée). Après la mort de son frère aîné, Norinaga lui succède à la tête de la lignée Ozu. À un moment, il est adopté dans une famille de fabricants de papier, mais le caractère livresque du garçon ne convient pas à l'entreprise.
Sur la suggestion de sa mère, Norinaga se rend à Kyoto à l'âge de 22 ans  pour étudier la médecine. À Kyoto, il étudie également la philologie chinoise et japonaise auprès du néo-confucianiste Hori Kei'zan. C'est à cette époque que Norinaga s'intéresse aux classiques japonais et décide d'entrer dans le domaine du kokugaku sous l'influence de Ogyū Sorai et Keichū. Avec l'évolution de la langue, les anciens classiques sont déjà mal compris par les Japonais durant l'époque d'Edo et les textes nécessitent une analyse philologique pour être bien compris. La vie à Kyoto inculque également au jeune Norinaga un amour de la culture traditionnelle de la cour japonaise.
De retour à Matsusaka, Norinaga ouvre un cabinet médical pour les enfants tout en consacrant son temps libre à des conférences sur le Dit du Genji et à des études sur le Nihon Shoki (« Chroniques du Japon »). À l'âge de 27 ans il achète plusieurs ouvrages de Kamo no Mabuchi et entreprend ses recherches kokugaku. En tant que médecin, il adopte le nom de l'un de ses ancêtres samouraïs, Motoori.
En 1763, Norinaga rencontre Mabuchi lorsque celui-ci visite Matsusaka, rencontre connue dans l'histoire sous le nom « la nuit à Matsusaka ». Norinaga saisit l'occasion pour demander à Mabuchi de superviser ses annotations du Kojiki ( « Chronique des faits anciens »). Mabuchi suggère que Norinaga s'attaque d'abord aux annotations du Man'yōshū afin de s'habituer à l'ancien usage des kana appelés man'yōgana. C'est la seule rencontre entre les deux hommes mais ils continuent à correspondre et, avec l'encouragement de Mabuchi, Norinaga continue plus tard à ses recherches à part entière dans le Kojiki.
Parmi les disciples de Norinaga figurent Ishizuka Tatsumaro, Nagase Masaki, Natsume Mikamaro, Takahashi Mikiakira et Motoori Haruniwa (fils de Norinaga).
Bien que cet aspect de sa vie soit éclipsé par ses activités en tant qu'érudit du kokugaku, Norinaga ne passe pas moins de 40 ans de sa vie à exercer la médecine à Matsusaka ; il a vu des patients jusqu'à 10 jours avant sa mort survenue en 1801.

## Œuvre
Les œuvres les plus importantes de Norinaga comprennent le Kojiki Den (« Commentaires sur le Kojiki »), réalisé sur une période de près de 35 ans, et ses annotations sur Le Dit du Genji. Norinaga estime que l'héritage de l'ancien Japon est de spontanéité des sentiments et de l'esprit et que le confucianisme importé de Chine va à l'encontre de tels sentiments naturels. Il critique Ogyū Sorai pour son culte de la pensée et de la civilisation chinoises, bien qu'il ait été établi que sa méthode philologique a fortement été influencée par celle de Sorai. Ses idées sont influencées par l'intellectuel chinois Wang Yangming (O Yômei en japonais), qui plaide pour la « connaissance innée », que l'humanité dispose d'une capacité naturellement intuitive (par opposition à rationnelle) à distinguer le bien et le mal.
Avant lui, les spécialistes de la littérature antique montrent une préférence pour la grandeur et la masculinité de la poésie du Man'yōshū et une aversion pour des œuvres comme Le Dit du Genji, considéré comme féminin et indigne d'un homme. Norinaga ressuscite le statut du Dit du Genji qu'il considère comme une expression du mono no aware, sensibilité japonaise particulière de « la tristesse à l'évanescence » qui, selon lui, constitue l'essence de la littérature japonaise.
En entreprenant son analyse textuelle de l'ancien japonais, Norinaga fait également des contributions essentielles à l'établissement d'une tradition grammaticale japonaise indigène, en particulier l'analyse de clitiques des particules et des verbes auxiliaires.
Le magokoro (真心) est lié aux origines du Japon, aux kamis et au Yamato. Dans le commentaire du récit Kojiki (Kojiki-den) Motoori écrit que chaque homme possède à sa naissance un "cœur vrai" un "magokoro" dont la littérature japonaise antique est l'expression la plus fidèle. La poésie qui décrit les sentiments fluctuants au plus profond du cœur humain est à la fois féminine et fragile. Son élément le plus sublime, élément caractéristique de cette poésie, est le mono no aware, c'est-à-dire le sentiment de sympathie suscité par la douce mélancolie qui émane des choses[réf. souhaitée].
Il oppose le ma gokoro ("cœur sincère") des temps anciens au Kara gokoro ("cœur chinois"), qui oublie la sincérité et masque ses vrais sentiments sous un vernis d'indifférence.
Reflet d'une époque heureuse où la Voie (tao, michi) se confondait avec l'expression spontanée des sentiments humains, la littérature japonaise, ou du moins le Récit (Kojiki-den), témoigne de la primauté du Japon sur la Chine. Dans le Japon, pays engendré par les dieux, la voie n'est ni naturelle, ni artificiellement instaurée par les hommes, elle n'appartient ni à l'ordre de la nature ni à celui des hommes. Elle a été établie par les dieux qui ont engendré et la nature et les hommes. Ce n'est pas un principe d'organisation du Japon, mais l'histoire même du Japon. La volonté des dieux s'est réalisée d'abord à travers l'engendrement des îles, puis elle a été transmise aux empereurs par leurs ancêtres divins dont la lignée n'aurait jamais été interrompue. La particularité du Japon réside, pour Motoori, dans l'acceptation des sentiments humains qui sous-tendent une conduite naturellement bonne et rend inutile toute théorie.

## Chronologie
- 1730 - Naissance
- Éducation :
  - 7 ans : sait déjà lire et écrire.
  - 11 ans : récite des pièces nô et les classiques confucéens.
  - 13 ans : visite le sanctuaire de Yoshino.
  - 16 ans : prend des cours de tir à l'arc.
  - 18 ans : cérémonie du thé japonaise.
  - 19 ans : formation confucéenne avancée.
- 1748 : Norinaga est adopté par la famille Imaida, puis libéré après seulement 2 ans.
- 1751 : décès de son beau-frère.
- 1752 : se rend à Kyoto afin d'étudier la médecine.
- 1752-57 : certains spécialistes remarquent sa productivité. Motoori produit 2 000 Waka et 40 livres et en copie 15 autres.
- 1757 - lit le Kanji kō, premier livre de Kamo no Mabuchi consacré aux épithètes poétiques (makurakotoba - 枕詞). Faute d'argent, il retourne dans sa ville natale pour ouvrir un cabinet médical.
- 1760 - entre dans un mariage arrangé avec Murata Mika dont il divorce après 3 mois.
- 1762 - épouse Kusubuka Tami et un an plus tard naît leur fils Haruniwa.
- 1763 - rencontre Kamo no Mabuchi qui lui conseille de lire le Nihonshoki et le Man'yōshū.
- 1764-71 - étudie le Kojiki et commence à diffuser son enseignement.
- 1799 - Motoori Ōhira devient son fils adopté.
- 1801 - décès.

## Musée mémorial Motoori Norinaga

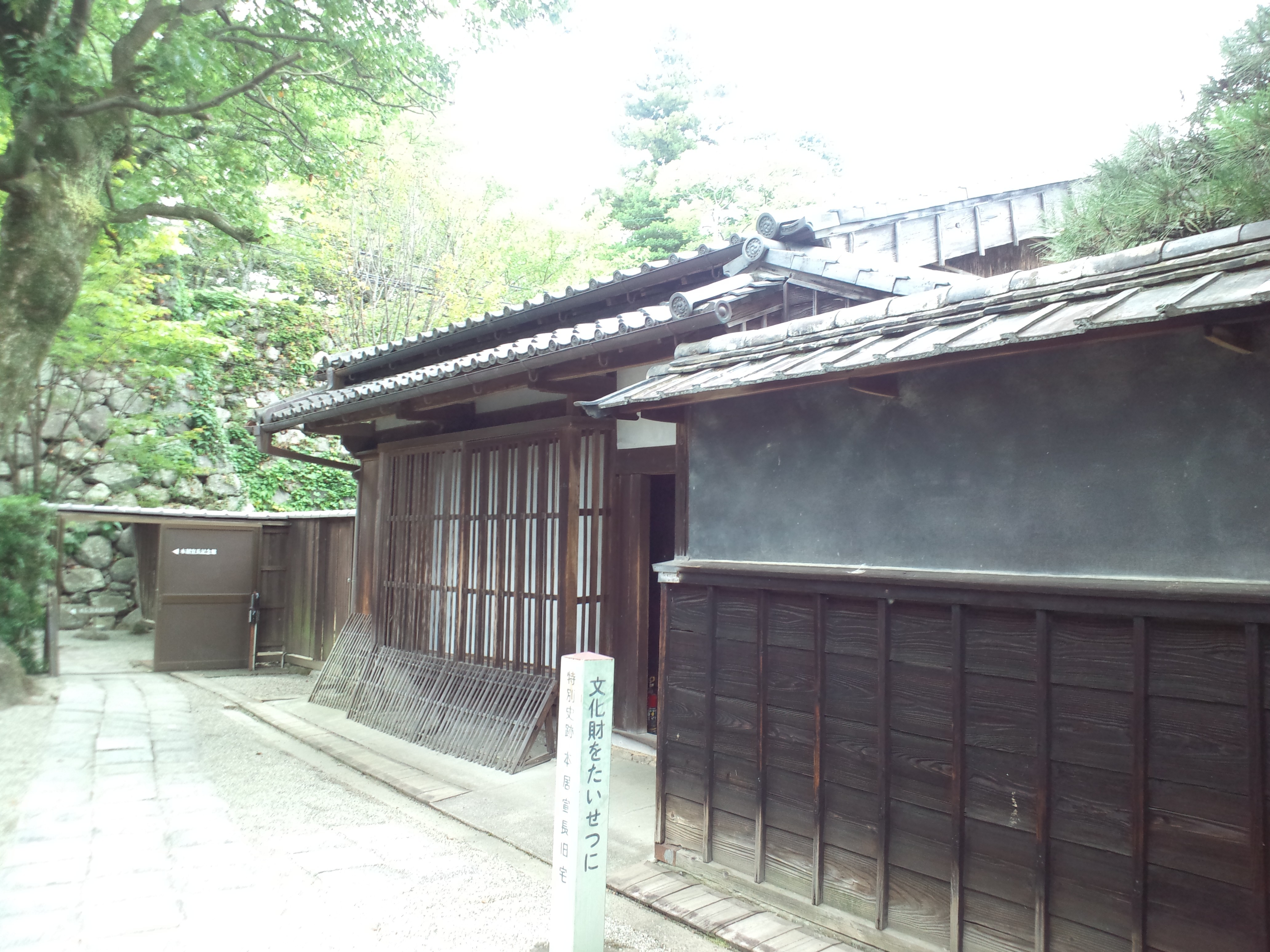
Maison de Motoori Norinaga, préservée comme musée

Dans l'enceinte du château de Matsusaka dans la ville de Matsusaka, la maison Motoori Norinaga kyu-taku (本居宣長旧宅) dans laquelle a vécu Motoori Norinaga, est préservée comme musée mémorial Motoori Norinaga (本居宣長記念館, Motoori Norinaga kinenkan). Le bâtiment, à l'origine construit comme maison de retraite pour le grand-père de Norinaga en 1693, a été transféré à son emplacement actuel en 1909. Il est déclaré monument national spécial par le gouvernement japonais en 1953. Un effort a été fait pour préserver autant que possible l'intérieur tel qu'il se présentait à l'époque où il était utilisé par Norinaga, et son atelier d'écriture au rez-de-chaussée contient quelques pièces de ses manuscrits originaux. Le musée abrite de nombreux artefacts protégés en tant que biens culturels importants, dont une petite partie seulement est exposée en permanence.